# Легенда тюрьмы Павиак
«Легенда тюрьмы Павиак» — советский фильм 1970 года снятый на киностудии «Таджикфильм» режиссёром Сухбатом Хамидовым.

## Сюжет
О мужестве и стойкости двух лётчиков-таджиков, попавших в плен к фашистам в начале войны и оказавшихся в варшавской политической тюрьме Павиак.
В ретроспекции рассказываются предыстории героев — они очень разные, эти два молодых офицера капитан Давлат Халимов и старший лейтенант Мансур Абдураимов. Давлат пришёл в армию из далекого памирского кишлака, простой крестьянский парень, у него крепкие руки, привычные к любой работе, прочный, давно установившийся взгляд на вещи. Мансур родился в Париже, в семье состоятельных дореволюционных эмигрантов. Университет, горячие споры в кафе о судьбах мира и искусства, любимая девушка. Но началась война и Мансур сделал выбор — его место на Родине, в Советском Таджикистане.
Дороги двух людей, далеко разнесенные в начальных точках жизненного пути, пересекаются впервые на призывном пункте в таджикском райцентре, чтобы дальше пойти рядом — новобранцы, курсанты, пилот и штурман одного экипажа. Разные обусловленными прошлым характерами они непросто сошлись, часто споря и не понимая друг друга: Мансура коробит прямолинейность Давлата, а того раздражает в бывшем парижанине излишняя мягкость интеллигента. И вот теперь они вместе — узники тюрьмы Павиак.
Главный конфликт фильма — противоборство, духовный поединок двух истерзанных узников и лощёного эсэсовца, жалеющего сломить их упорство и добиться послушания, предлагающего им купить жизнь ценою предательства, купившись на принадлежность к высшей расе — ведь они таджики, представители народа, которого расовая теория нацизма причисляет к избранному кругу арийцев…

Когда Мансура Абдураимова и Давлата Халимова на допросе у немецкого полковника спрашивают об их национальности, первым отвечает Мансур: «Для вас русские!» Давлат, одобрив ответ друга, дополняет: «Мы таджики». Единение двух друзей перед лицом близкой смерти обретает особый смысл и высшую ценность: мужество, помноженное на мужество, брошено в последний бой, который невозможно выиграть, но нельзя проиграть.— Искусство кино, 1972

## В ролях
- Раджабали Хусейнов — Давлат
- Исфандиер Гулямов — Мансур
- Дильбар Умарова — Гульниссо
- Елена Соловей — Симон
- Пеэтер Кард — оберштурмбаннфюрер Мертенс
- Юозас Урманавичюс — унтерштурмфюрер Бюркль
- Антанас Габренас — «Лоран»
- Алексей Золотницкий — узник, молодой поляк

## Критика
Рассказать о подвиге двух летчиков — таджиков, попавших в плен к фашистам и проявивших бесконечное мужество перед лицом смерти, рассказать об этом, не допуская художественного повтора, — такая трудная задача стояла перед режиссером С. Хамидовым и сценаристами Р. Кушнировичем и Б. Носиком. Они искали и нашли форму, в которой документальность соединилась с художественным вымыслом, реальные события — с возможными, допустимыми. Следуя лучшим традициям современного драматургического мышления, авторы фильма сместили действие во времени, прибегли к свободной конструкции переходов от настоящего к прошлому и обратно. Фильм «Легенда тюрьмы Павиак» являлся своеобразным рубежом в экранной разработке темы Великой Отечественной войны в таджикском кино. Первое обращение к этой теме фильм «Сын Таджикистана» (1943).— журнал «Памир», 1979 год